# Mykyta Nesterenko
Mykyta Walentynowytsch Nesterenko (ukrainisch Микита Валентинович Нестеренко; * 15. April 1991 in Dnipropetrowsk, Ukrainische SSR, UdSSR) ist ein ukrainischer Leichtathlet, der sich auf den Diskuswurf spezialisiert hat.

## Sportliche Laufbahn
Erste internationale Erfahrungen sammelte Mykyta Nesterenko im Jahr 2007, als er bei den Jugendweltmeisterschaften in Ostrava mit einer Weite von 17,52 m den elften Platz im Kugelstoßen belegte und im Diskuswurf mit 68,54 m mit dem 1,5-kg-Diskus die Goldmedaille gewann. Anschließend siegte er beim Europäischen Olympischen Jugendfestival in Belgrad mit 72,31 m im Diskuswurf. Im Jahr darauf gewann er bei den Juniorenweltmeisterschaften in Bydgoszcz mit 61,01 m die Bronzemedaille mit dem 1,75-kg-Diskus und stellte in diesem Jahr in Kiew mit 77,50 m mit dem 1,5-kg-Diskus eine U18-Weltbestleistung auf und stellte in Halle auch mit dem 1,75-kg-Diskus mit 70,13 m einen U20-Weltrekord auf. 2009 siegte er bei den Junioreneuropameisterschaften in Novi Sad mit 65,73 m im Diskuswurf und gewann im Kugelstoßen mit 20,22 m die Silbermedaille mit der 6-kg-Kugel. 2010 belegte er bei den Juniorenweltmeisterschaften im kanadischen Moncton mit 60,54 m auf dem vierten Platz. 2011 gewann er bei den U23-Europameisterschaften in Ostrava mit 59,67 m die Silbermedaille hinter dem Briten Lawrence Okoye und nahm anschließend an der Sommer-Universiade in Shenzhen teil und wurde dort mit 62,60 m Vierter. Im Jahr darauf schied er bei den Europameisterschaften in Helsinki mit 61,21 m in der Qualifikation aus und nahm daraufhin an den Olympischen Spielen in London teil und verpasste dort mit 59,17 m den Finaleinzug.
2013 schied er bei den U23-Europameisterschaften in Tampere mit 56,27 m in der Qualifikation aus. Auch bei den Leichtathletik-Europameisterschaften 2016 in Amsterdam schied er mit 61,35 m in der Vorrunde aus, qualifizierte sich aber erneut für die Olympischen Spiele in Rio de Janeiro und verpasste dort mit 60,31 m den Finaleinzug. 2018 gelangte er bei den Europameisterschaften in Berlin bis in das Finale und belegte dort mit 57,66 m den zwölften Platz. 2019 gewann er bei den Balkan-Meisterschaften mit 59,32 m die Bronzemedaille. 2021 nahm er erneut an den Olympischen Spielen in Tokio teil, verpasste dort aber mit 60,95 m den Finaleinzug.
2022 gewann er bei den Balkan-Meisterschaften in Craiova mit 61,97 m die Silbermedaille hinter dem Rumänen Alin Firfirică und anschließend schied er bei den Europameisterschaften in München mit 57,50 m in der Qualifikationsrunde aus.
In den Jahren 2008, 2012, 2013, 2015 und 2016 sowie von 2018 bis 2021 wurde Nesterenko ukrainischer Meister im Diskuswurf.